# Psicoanalisi relazionale
La psicoanalisi relazionale è una corrente psicoanalitica nata negli Stati Uniti che enfatizza il ruolo delle relazioni dell'individuo con gli altri, siano esse reali o immaginarie, nei disturbi mentali e in psicoterapia. Si tratta di una scuola relativamente nuova e in evoluzione, benché i suoi fondatori la considerino un cambiamento di paradigma in psicoanalisi, concettualizzandolo come una trasformazione da una "psicologia mono-personale" a una "psicologia bi-personale". In contrasto con i modelli strutturali in cui le pulsioni occupano una posizione centrale a spiegazione della vita psicologica, la teoria relazionale stabilisce che le "relazioni con gli altri costituiscono gli elementi strutturanti fondamentali per la costruzione della vita mentale".

## Descrizione
Tre sono i cambiamenti clinici fondamentali intrinseci a questo cambiamento concettuale: dalla supremazia del contenuto alla supremazia del contesto, dalla supremazia della cognizione alla supremazia dell'affetto, e un allontanamento del concetto di "tecnica".
La psicoanalisi relazionale nasce negli anni ottanta, come tentativo di integrare l'enfasi sull'esplorazione dettagliata delle interazioni personali (propria della psicoanalisi interpersonale) con la sofisticata teoria britannica delle relazioni oggettuali circa l'importanza dell'interiorizzazione delle relazioni con altre persone. Il modello della psicoanalisi relazionale segue un'ampia tradizione teorico-clinica post-freudiana, e fa riferimento ad autori quali: Ferenczi, Rank, Fromm, Sullivan, Levenson, Wolstein, Epstein, Feiner, Greenberg, Mitchell, Altman, Aron, Atwood, Stolorow, Benjamin, Bromberg, Davies, Dimen, Ghent, Harris, Hoffman, Spezzano, Stern ed altri.
Gli psicoanalisti relazionali sostengono che la personalità emerga progressivamente dalla matrice dei primi rapporti relazionali costruiti con i genitori e con altre figure significative. Secondo la prospettiva relazionale, la capacità del clinico dipende prevalentemente dalle sue risposte soggettive; sostituendo così alla sua neutralità il suo stato d'animo, i suoi sentimenti, le sue fantasie e i suoi pensieri, considerati nel loro insieme un assetto tecnico fondamentale per l'individuazione e comprensione dei problemi del paziente. Dal punto di vista filosofico, la psicoanalisi relazionale è strettamente connessa con il  sociocostruttivismo, termine introdotto da Irwin Hoffman.
Il termine psicoanalisi relazionale è stato proposto in un incontro di un piccolo gruppo di analisti condotto da Stephen Mitchell.

### Pulsione vs relazione
Una differenza importante tra la teoria relazionale e il pensiero psicoanalitico classico è nella sua teoria della motivazione, che assegnerebbe primaria importanza alle reali relazioni interpersonali, piuttosto che alle pulsioni. La teoria freudiana, con qualche eccezione, propone che gli esseri umani siano motivati da pulsioni sessuali e aggressive (da non confondere con il concetto biologico di istinto).
Gli psicoanalisti relazionali, d'altra parte, ritengono che la motivazione primaria della psiche sia nelle relazioni con gli altri. Come conseguenza, le prime relazioni, solitamente con i caregiver, plasmano le aspettative dell'individuo per quanto riguarda il modo in cui essi vanno incontro ai suoi bisogni. Pertanto, desideri e impulsi non possono essere separati dal contesto relazionale in cui si presentano. Ciò non significa che la motivazione sia determinata dall'ambiente (come nel comportamentismo), ma dall'interazione sistemica di una persona col suo mondo relazionale. Gli individui tentano di ricreare queste relazioni, interiorizzate precocemente, in relazioni successive che possono avere poco o nulla a che fare con quelle precedenti. Questa riproposizione di pattern relazionali serve a soddisfare i bisogni dell'individuo in maniera conforme a ciò che hanno appreso e sperimentato durante l'infanzia, ed è chiamata re-enactment, o ripetizione. I concetti che paiono caratterizzare maggiormente la psicoanalisi relazionale sono quelli di mente, relazione, salute e malattia, enactment, autosvelamento e negoziazione.
Ferenczi ha anticipato molte intuizioni della psicoanalisi relazionale, in particolare l'effetto distruttivo del trauma, che produce agonia e frammentazione mortale dell'Io, e l'enactment con cui il trauma si esprime nelle sedute cliniche.